# Montserrat
Montserrat – terytorium zależne Wielkiej Brytanii w Ameryce Środkowej, na wyspie Montserrat w archipelagu Małych Antyli, w basenie Morza Karaibskiego. Na skutek wybuchu wulkanu Soufrière Hills w latach 1995–1997 blisko 2/3 ludności musiało być ewakuowane.

## Geografia

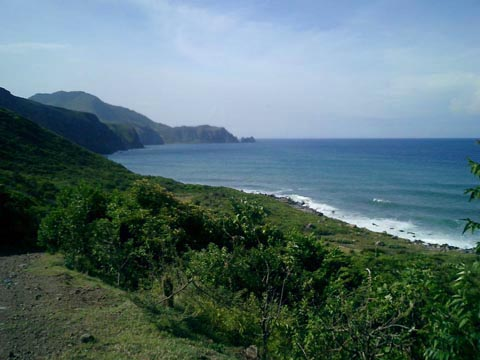
Wybrzeże Montserratu

Wyspa Montserrat to wyspa wulkaniczna – jej trzon stanowią trzy grupy wulkanów: Silver Hill (392 m n.p.m.) – na północy; Centre Hills (747 m n.p.m.) – w centrum oraz North Soufrière (915 m n.p.m.) i South Soufrière (763 m n.p.m.) – na południu. Stożki tych wulkanów są strome, bezleśne i pokryte grubą warstwą tufów wulkanicznych. Wyspa narażona jest na częste trzęsienia ziemi i huragany, ciągle istnieje także zagrożenie wybuchem wulkanu.

## Historia
Wyspa została odkryta w 1493 przez Krzysztofa Kolumba i nazwana Santa María de Montserrat. Nazwa ta miała upamiętniać masyw i klasztor w Katalonii. Jej kolonizacja rozpoczęła się dopiero w 1632. Na wyspie pojawili się głównie Irlandczycy. Skład etniczny zmienił się na skutek sprowadzania na wyspę niewolników pochodzenia afrykańskiego. W latach 1764–1782 Montserrat znajdował się we władaniu francuskim, a od 1783 – brytyjskim.

## Demografia
Przed erupcją Soufrière Hills z 1995 roku wyspę zamieszkiwało około 13 tys. osób. Ewakuacji poddano ok. 2/3 ludności wyspy, a w niezagrożonych miejscach pozostało około 4,8 tys. osób (2004). Nominalnie stolicą terytorium pozostaje Plymouth, które przed ewakuacją zamieszkiwało około 4 tys. ludzi, a obecnie jest niezamieszkane. Ze względu na katastrofalne skutki wybuchu i występujące nadal zagrożenie, wprowadzono zakaz powrotu na południową część wyspy, w tym do stolicy. Faktycznie rolę stolicy pełni obecnie wieś Brades, z populacją ok. 1000 osób.
Pod względem etnicznym 88,4% ludności stanowią osoby czarnoskóre, ludność o mieszanej etniczności 3,7%, Latynosi 3%, biali 2,7%, Hindusi 1,5% a reszta 0,7%.

## Religia
Struktura religijna w 2015:
- protestantyzm – 74,7% (w tym: zielonoświątkowcy – 19,8% i anglikanie – 18,8%)
- katolicyzm – 10,9%
- brak religii – 6,4%
- inni chrześcijanie – 3,4% (w tym Świadkowie Jehowy)  Zobacz więcej w artykule Świadkowie Jehowy w Wielkiej Brytanii, w sekcji Świadkowie Jehowy na Montserracie.
- bahaizm – 1,5%
- hinduizm – 0,6%
- pozostali – 2,5%.

## Gospodarka i turystyka
Wybuch wulkanu zaszkodził poważnie gospodarce wyspy, która opierała się głównie na rolnictwie (uprawa bawełny, bananów, tamaryndowców, warzyw i limony) i turystyce. Przed erupcją wulkanu wyspa ta była popularnym celem wycieczek turystów (30 tys. odwiedzających w 1989 r.), głównie Amerykanów, Brytyjczyków, Kanadyjczyków oraz mieszkańców krajów basenu Morza Karaibskiego. Najważniejszym ośrodkiem turystycznym było miasto Plymouth, które pełniło funkcję nadmorskiego kąpieliska i uzdrowiska (źródła wód mineralnych). Na wyspie znajduje się port lotniczy W. H. Bramble.
Wielka Brytania przeznaczyła 122,8 miliona dolarów na pomoc w odbudowie gospodarki wyspy.